# Pentenă
Pentenele sunt acele alchene cu formula chimică C
5H
10. Fiecare pentenă conține o singură legătură dublă în molecula sa. Există șapte alchene izomere cu această formulă chimică, care diferă prin ramificarea catenei și prin poziția legăturii duble (inclusiv și formele de izomerie cis-trans). Aceștia sunt:
1. 1-pentenă;
2. 2-pentenă;
3. 2-metil-1-butenă;
4. 3-metil-1-butenă;
5. 2-metil-2-butenă;
6. cis-2-pentenă;
7. trans-2-pentenă.